# Subsahariska Afrika

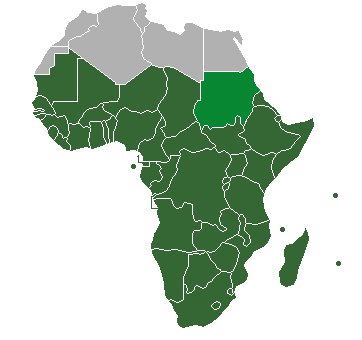
Subsahariska Afrika

Subsahariska Afrika, Afrika söder om Saharaöknen, är den del av Afrika som inte ingår i Nordafrika. Djurlivet i regionen tillhör den etiopiska faunaregionen. 
På 1800-talet var det subsahariska Afrika känt i Europa och i Amerika som det Svarta Afrika eller som det Mörka Afrika. De något oegentliga benämningarna kom delvis från de inföddas mörka hudfärg, delvis eftersom stora delar av området inte förrän sent 1800-tal kartlades av européer.

## Länder
Det finns 42 länder på subsahariska Afrikas fastland, och sex önationer räknas också till subsahariska Afrika. Länderna är: 

### Centralafrika[2]
- Centralafrikanska republiken
- Kongo-Kinshasa (även kallad Kongo-Kinshasa)
- Ekvatorialguinea
- Gabon
- Kamerun[3]
- Kongo-Brazzaville (även kallad Kongo-Brazzaville)
- Tchad

### Östafrika
- Burundi[4]
- Djibouti
- Eritrea
- Etiopien
- Kenya
- Rwanda (ibland del av östra Centralafrika[5])
- Somalia
- Sudan (ibland del av Nordafrika alternativt nordöstra Afrika[6])
- Sydsudan
- Tanzania
- Uganda

### Södra Afrika
- Angola
- Botswana
- Lesotho
- Malawi
- Moçambique
- Namibia
- Sydafrika
- Swaziland
- Zambia
- Zimbabwe

### Västafrika[7]
- Benin
- Burkina Faso
- Elfenbenskusten
- Gambia
- Ghana
- Guinea
- Guinea-Bissau
- Liberia
- Mali[8]
- Mauretanien
- Niger
- Nigeria
- Senegal
- Sierra Leone
- Togo

### Önationer
- Kap Verde (Västafrika)
- Komorerna (Södra Afrika)
- Madagaskar (Södra Afrika)
- Mauritius (Södra Afrika)
- São Tomé och Príncipe (Västafrika)
- Seychellerna (Östafrika)

#### Territorier
- Mayotte ( Frankrike)
- Réunion ( Frankrike)
- Socotra ( Jemen)
- Sankta Helena, Ascension och Tristan da Cunha ( Storbritannien)